# Tour Majunga
Tour Majunga ist der Name eines Wolkenkratzers im Pariser Vorort Puteaux in der Bürostadt La Défense. Bei seiner Fertigstellung im Jahr 2014 war der 193,05 Meter hohe Büroturm der zweithöchste im Geschäftsviertel La Défense, der dritthöchste im Großraum Paris (Île-de-France) und der vierthöchste in Frankreich. Der Wolkenkratzer verfügt über 42 oberirdische und drei unterirdische Etagen und bietet insgesamt Raum für 5000 bis 6000 Arbeitsplätze mit der Besonderheit, dass er als erster Büroturm in La Défense auf jeder Etage Außenbereiche in Form von Balkonen oder Loggien hat. Entworfen wurde das Bürohochhaus vom Architekten Jean-Paul Viguier.
Der Büroturm ist mit der Métrostation La Défense und dem Bahnhof La Défense an den öffentlichen Nahverkehr im Großraum Paris angebunden.